# هات اسپرینگز (داکوتای جنوبی)
هات اسپرینگز(به انگلیسی: Hot Springs) شهری در ایالت داکوتای جنوبی کشور ایالات متحده آمریکا است که جمعیت آن در سرشماری سال ۲۰۱۰ میلادی، ۳٬۷۱۱ نفر بوده‌است.